# Seleukos von Seleukeia
Seleukos von Seleukeia (auch Seleukos von Babylon; * um 190 v. Chr., † um 150 v. Chr.) war ein griechischer Astronom des 2. Jahrhunderts v. Chr. und Verfechter des heliozentrischen Weltbilds und stellte die Anziehungskraft des Monds als Ursache der Gezeiten fest.

## Leben und Wirken
Seleukos war nach Strabon chaldäischen (babylonischen) Ursprungs.
Er soll als einziger griechischer Astronom das heliozentrische Weltbild des Aristarchos von Samos verteidigt haben. Er soll nach Plutarch (Quaestiones Platonicae) wie Aristarchos von Samos gezeigt haben, dass sich die Erde um die Sonne bewege und die Erde um ihre Achse. Während Aristarchos dies als Hypothese aufgestellt habe, habe es Seleukos durch theoretische Überlegungen bewiesen. Die Entwicklung der Trigonometrie und die Anzahl und Genauigkeit von Beobachtungen habe bei Aristarchos noch nicht für einen Beweis ausgereicht, wohl aber bei Seleukos, wenn man annehme, dass er zur Zeit von Hipparchos lebte.
Seleukos vertrat wie Aristarch die Ansicht, dass das Weltall unendlich sei. Keine seiner Originalschriften sind erhalten geblieben, allerdings ist ein Fragment seines Werkes in arabischer Übersetzung erhalten geblieben, auf das sich später der persische Philosoph Rhazes (865–925) bezog.
Lucio Russo zufolge hingen Seleukos’ Argumente für das heliozentrische Weltbild wahrscheinlich mit dem Phänomen der Gezeiten zusammen: Da sich der Zyklus der Gezeiten kaum in einem geozentrischen System erklären lässt, stellte Seleukos die richtige Theorie auf, dass sie durch den Mond verursacht werden. Er stellte auch fest, dass die Gezeiten in den verschiedenen Teilen der Welt zeitlich und in ihrer Stärke variierten. Russo zufolge führte Seleukos die Gezeiten auf eine Wirbelbewegung der Erde zurück, die als Bewegung der Erde um den gemeinsamen Masseschwerpunkt von Erde und Mond interpretiert werden kann. Laut Strabon (3.5.9) stellte Seleukos als erster fest, dass die Höhe der Springtide von der Position des Mondes im Verhältnis zur Sonne abhängt.

## Ehrungen
Der Mondkrater Seleucus ist nach dem Astronomen benannt.